# Это особенное лето
Это особенное лето (швед. Kid Svensk) — шведский фильм-драма 2007 года. Производство компаний Yle и Sveriges Television.

## Сюжет
События фильма посвящены 1984 году. Двенадцатилетняя Кирси и её мама живут в Гётеборге. Отец девочки утонул. Возможно, поэтому Кирси боится воды. Девочку дразнят почти все одноклассники, что она не плавает в бассейне. Сама Кирси называет себя «Малышка из Швеции» («Kid Svensk»). Вскоре маму Кирси увольняют с работы потому, что она практически ни слова не знает по-шведски. Летняя пора. Мама решает уехать вместе с Кирси в Финляндию. Девочка, узнав об этом, приходит в ярость. Вообще, отношения с мамой у неё не самые лучшие. Однако «Малышка из Швеции» выигрывает школьный конкурс эссе, что даёт ей шанс работать на городском радио. Её мечта - стать корреспондентом. Из-за того, что семья уезжает из страны, Кирси не может устроится на радио. На зло всем она крадёт из студии аудиомагнитофон и проводной микрофон. Отношения с мамой по-прежнему не ладятся. Вместе с Кирси и её мамой в Финляндию едут мамина подруга и её тринадцатилетний сын. Вчетвером наши герои собираются открыть пиццерию...

## В ролях
- Миа Сааринен — Кирси, «Малышка из Швеции»
- Джим Раутиайнен — Ямппе
- Милка Алрот — Эстер, мама Кирси
- Мари Рантасила — Сиркка, мама Ямппе
- Тимо Туоминен — Маркку
- Рауно Джавонен — Армас
- Минна Коскела — Тайна
- Агнес Сёренсен — Лотта
- Ральф Карлссон — директор школы
- Морган Аллинг — учитель по плаванию

Бюджет фильма составил 1,9 млн. евро. В 2007 году фильм был удостоен кинопремии «Шведская церковь».